# 奧古斯都·康德斯
奧古斯都·康德斯(August Coenders；1890-1974)是第一次世界大戰期間為Stahlwerke Becker AG工作的德國工程師，在那裡他製造了一門20毫米高射炮。20世紀30年代，他在英國、法國Putaux以及瑞士的奧瑞岡康特拉韋斯公司工作了幾年。1936年，赫爾曼·勒希林把他介紹到德國韋茨拉爾，第二次世界大戰期間他在勞士領集團工作。
康德斯設計了勞士領炮彈，該炮彈在1942年和1943年對V-3大炮進行了測試，後世對他在V-3項目後的生活知之甚少。